# Biancospino di Vallonica
Il biancospino di Vallonica è un albero monumentale, esemplare di Crataegus monogyna situato nel Parco del Monte Subasio nel comune di Assisi.

## Descrizione
La pianta vegeta a 1.075 m sul livello del mare in prossimità della cima del Monte Subasio, a circa 500 m a sud del vecchio edificio del rifugio di Vallonica. Il tronco è stato classificato dal Ministero delle Politiche Agricole Alimentari e Forestali con una circonferenza di 4,80 m, ma in realtà a 50 cm. da terra misura 2,60 m e da qui si apre una ramificazione che raggiunge quel diametro ad 1,30 m, altezza canonica della misurazione secondo la Guida alla valutazione del carattere di monumentalità del Ministero. La Regione Umbria lo ha inserito nell’Elenco degli alberi di rilevante e peculiare interessedella regione Umbria, con conseguente registrazione da parte del Ministero delle Politiche Agricole Alimentari e Forestali nell’Elenco degli alberi monumentali d'Italiaper la rilevanza di età e dimensione oltre che per la forma e il portamento. Particolarmente interessante la fioritura nel periodo primaverile per la chioma completamente imbiancata dai petali e per l’intensità del profumo.